# Maublancancylistes
Maublancancylistes es un género de escarabajos longicornios de la tribu Acanthocinini.

## Especies
- Maublancancylistes maublanci Lepesme & Breuning, 1956
- Maublancancylistes mirei Breuning, 1969